# Gert-Jan Dennekamp
Gert-Jan Dennekamp (Meppel, 23 juli 1966) is een Nederlandse journalist.
Na zijn opleiding aan de Academie voor de Journalistiek in Kampen vervulde Dennekamp zijn vervangende dienstplicht als bureauredacteur bij het NCRV-televisieprogramma Hier en Nu. Tijdens een tijdelijke overstap naar Hier en Nu-radio realiseerde hij zich dat hij meer een radio- dan een televisiejournalist was.
In 1992 werd Dennekamp freelance correspondent in Moskou.
In 1995 trad hij in dienst bij de NOS en twee jaar later werd hij correspondent in Brussel waar hij met name het proces van de Europese eenwording volgde.
In de zomer van 2006 maakte Gert-Jan Dennekamp met Bert van Slooten de internetuitzending Europa deze week.
In 2008 keerde hij terug naar Hilversum om de economie-redactie te versterken.

## Erkenning
In 2021 won hij De Tegel voor De stemmen bij de MH17 in de categorie Online.